# Keyshawn Davis
Keyshawn Davis (Norfolk, 28 de febrero de 1999) es un deportista estadounidense que compite en boxeo.
Participó en los Juegos Olímpicos de Tokio 2020, obteniendo una medalla de plata en el peso ligero. Ganó una medalla de plata en el Campeonato Mundial de Boxeo Aficionado de 2019, en el peso wélter ligero.

## Palmarés internacional
| Juegos Olímpicos   | Juegos Olímpicos      | Juegos Olímpicos | Juegos Olímpicos |
| Año                | Lugar                 | Medalla          | Categoría        |
| ------------------ | --------------------- | ---------------- | ---------------- |
| 2020               | Tokio (Japón)         | Medalla de plata | 63 kg            |
| Campeonato Mundial |                       |                  |                  |
| Año                | Lugar                 | Medalla          | Categoría        |
| 2019               | Ekaterimburgo (Rusia) | Medalla de plata | 63 kg            |